# Gaius Venaecius Voconianus
Gaius Venaecius Voconianus (vollständige Namensform Gaius Venaecius Publi filius Voconianus) war ein im 2. Jahrhundert n. Chr. lebender Angehöriger des römischen Ritterstandes (Eques). Durch eine Inschrift, die in Urgavo, dem heutigen Arjona gefunden wurde und die auf 151/200 datiert wird, sind einzelne Stationen seiner Laufbahn bekannt.
Voconianus war zunächst Priester der vergöttlichten Kaiser (flamen divorum Auggustorum). Danach folgte seine militärische Laufbahn, die aus den für einen Angehörigen des Ritterstandes üblichen Tres militiae bestand. Er übernahm zunächst als Präfekt die Leitung der Cohors I Chalcedonensis. Im Anschluss diente er als Tribun in der Legio III Gallica felix. Als dritte Stufe folgte der Posten des Präfekten der Ala I Lemavorum.
Voconianus stammte vermutlich aus Urgavo.